# Fritzens
Fritzens je obec v Rakousku ve spolkové zemi Tyrolsko v okrese Innsbruck-venkov. Leží na levém břehu Innu asi 16 kilometrů východně od Innsbrucku. 
V obci žije přibližně 2 100 obyvatel. K 1. lednu 2011 zde žilo 2063 obyvatel, k 1. lednu 2018 pak 2148 obyvatel.
Fritzens je úzce spojen s Wattensem na protějším břehu a tamějším sídlem společnosti Swarovski. Mnoho místních do práce dojíždí. V prostoru mezi městy se nachází železniční stanice Wattens-Fritzens trati Kufstein–Innsbruck a dálniční sjezd Wattens dálnice A12.

## Geografie
Obec leží v údolí Unterinntal na úpatí náhorní plošiny Gnadenwald na štěrkových březích nádrže z pozdní doby ledové asi 16 km východně od Innsbrucku. V nadmořské výšce 550 m tvoří Inn jižní hranici obce. Na severu se obec zvedá do výšky 850 m n. m., z části je zalesněná. Mimo Inn je největší vodním tokem Fritzener Bach.
Obec má rozlohu 6,14 km². Z toho 48,7 % tvoří lesy, 31 % zemědělská půda a šest procent zahrady.

### Sousední obce
Obec sousedí
| Absam       | Gnadenwald |         |
| Baumkirchen |            | Terfens |
| Volders     | Wattens    | Kolsass |

## Historie
Historie obce sahá až do doby bronzové. Archeologické nálezy odpovídající této době byly nalezeny na svahu k Bärenbachu v oblasti domu Köll. Rané halštatské období (cca 8./7. stol. př. n. l.) se nachází na hradišti na Katzeler, morénovém vrcholu na soutoku potoků Bärenbach a Griesbach. O něco později, v 7./6. století př. n. l., pocházejí nejstarší stopy z Pirchbodenu.
Fritzen však byl osídlen nepřetržitě, jinak by se starobylé místní jméno nedochovalo. Poprvé se v listinách objevuje v letech 1163 až 1170 se jménem Engilberta de Frucines soudce v Thauru. Mohlo by sahat až k předřímskému/benátskému osobnímu jménu Fruticius. Je však také možné, že vychází z keltského frutienna (osada u potoka). V roce 1248 vybíral hrabě Albert Tyrolský desátek ve Frucens a v roce 1288 poplužní dvůr odváděl panovníkovi pozemkovou rentu. Pozdější vesnice se vyvinula z poplužního dvora.
Koncem 19. století přinesla výstavba železnice rozhodující změnu v obci v důsledku přílivu dělníků. V obci se usadila firma D. Swarovski a modernizovala se papírna ve Wattensu a byla založena hliníkárna v roce 1899. Po druhé světové válce získala společnost D. Swarovski rozsáhlé pozemky, na kterých byly postaveny rodinné domy pro zaměstnance.

## Znak
Blason: v děleném štítě nahoře medvěd vlevo kráčející na stříbrném pozadí, dole hliněná nádoba zdobena pravidelnými liniemi ve smíšených barvách na černém pozadí. Obecní znak, který byl udělen v roce 1970, odkazuje spolu s hliněnou nádobou na významné keramické nálezy, které daly jméno fritzensko-sanzenské kultuře.